# Alfred Eikelenboom
Alfred Willem Eikelenboom es un escultor y pintor neerlandés, nacido el 16 de diciembre de 1936 en Tegal, Indonesia.

## Datos biográficos
Alfred Willem Eikelenboom ingresó en 1954 como alumno en la Academia de Artes Visuales de Ámsterdam, recibiendo clases hasta 1958. 
Una de sus obras, es una pieza sin título, Zonder titel  en neerlandés, que forma parte del proyecto Sokkelplan de La Haya, obra de 1994.
Ha ocupado varios puestos de profesor visitante : en 1971 en la Universidad Técnica de Delft, en 1972 en la Academia Real de Arte en La Haya, en 1980/1981 en la Academia de Bellas Artes de Róterdam, en 1988/1989 en la Academia de Arquitectura de Róterdam y de 1990 a 2000 en la Academia Libre de La Haya.

## Obras
- De Muur (el muro 1987), patalla silenciadora del muelle, Ámsterdam

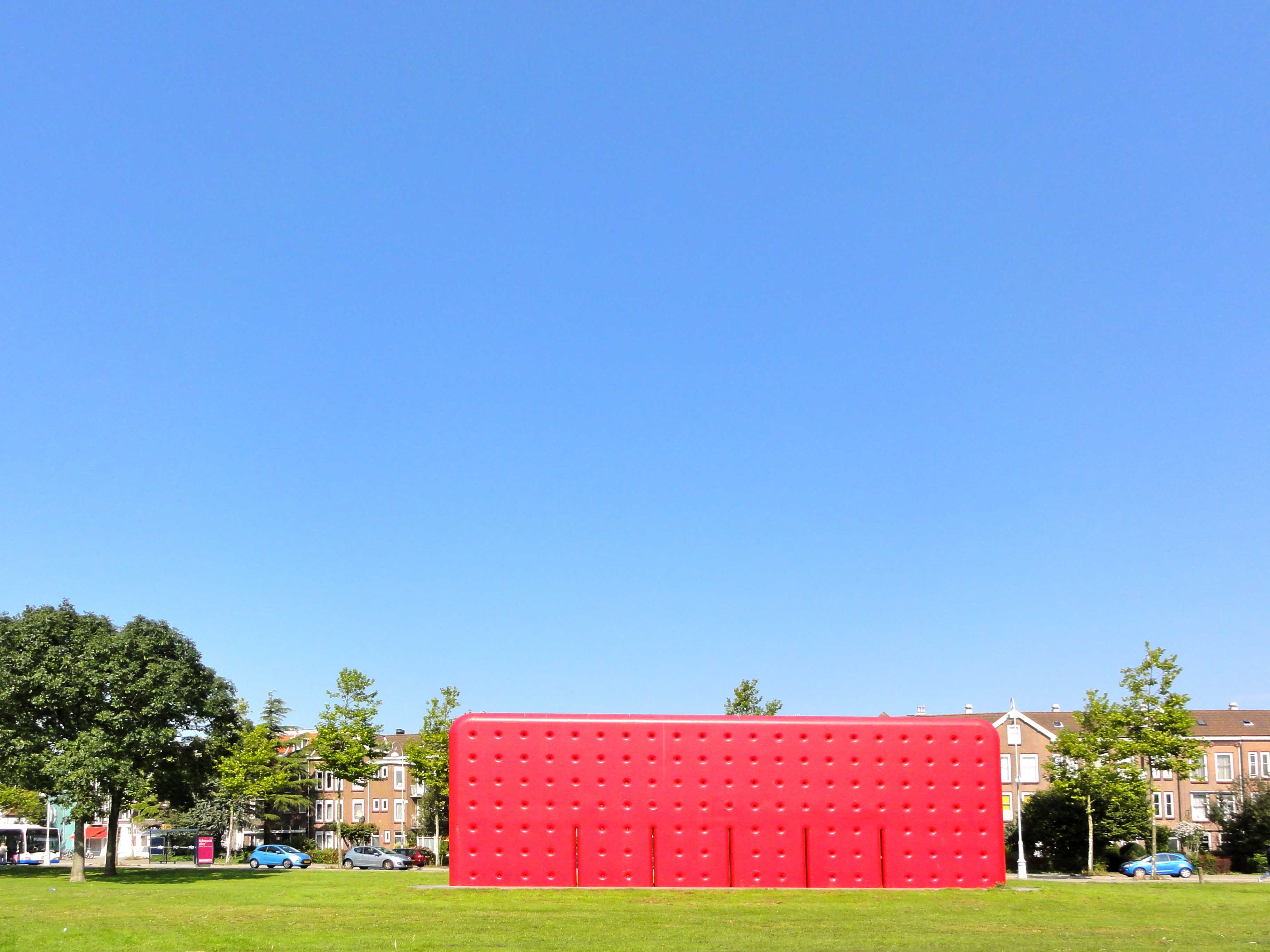
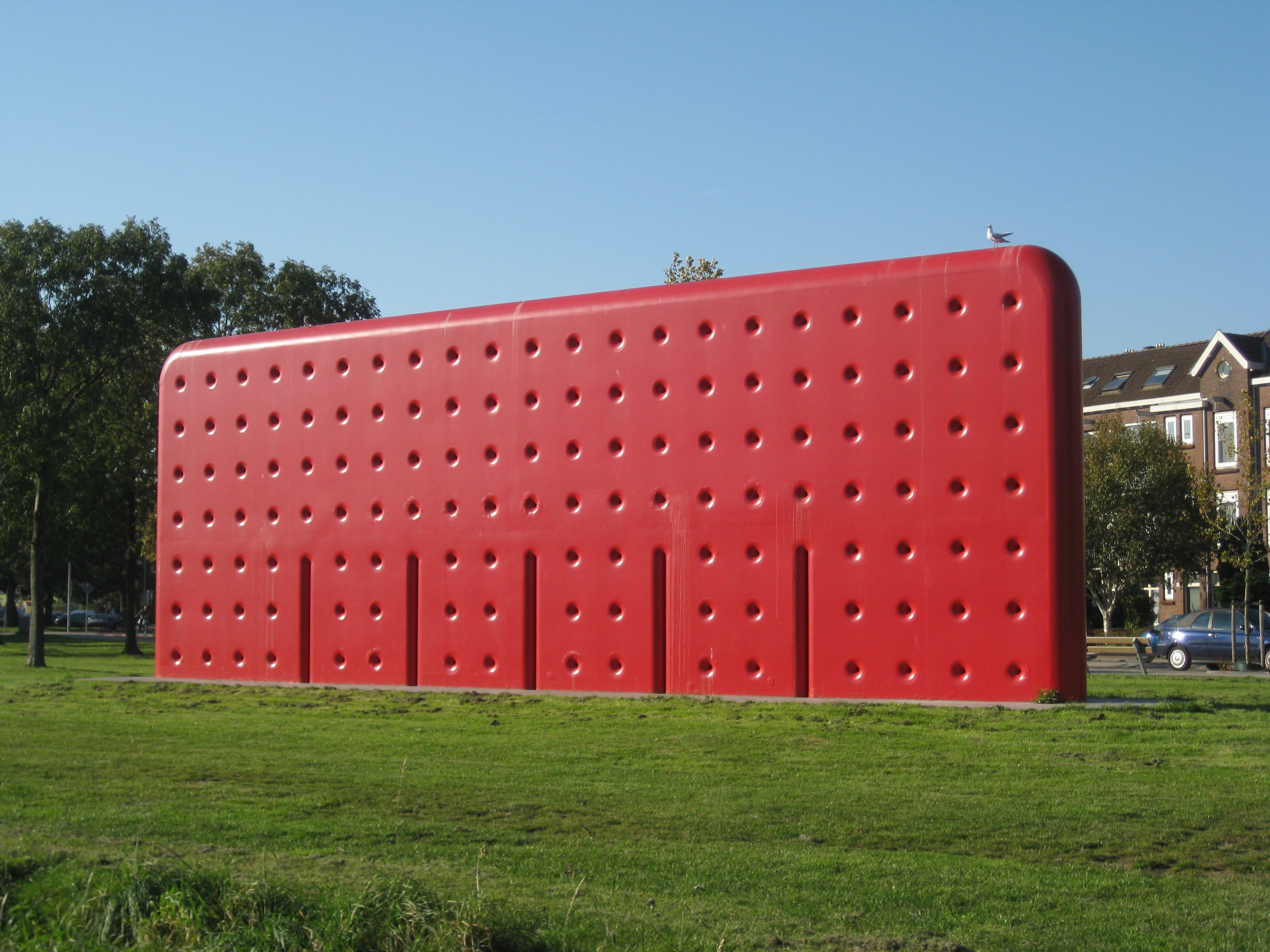
Pulsar para ampliar.

- De Muur (el muro) (1988) , Apeldoorn

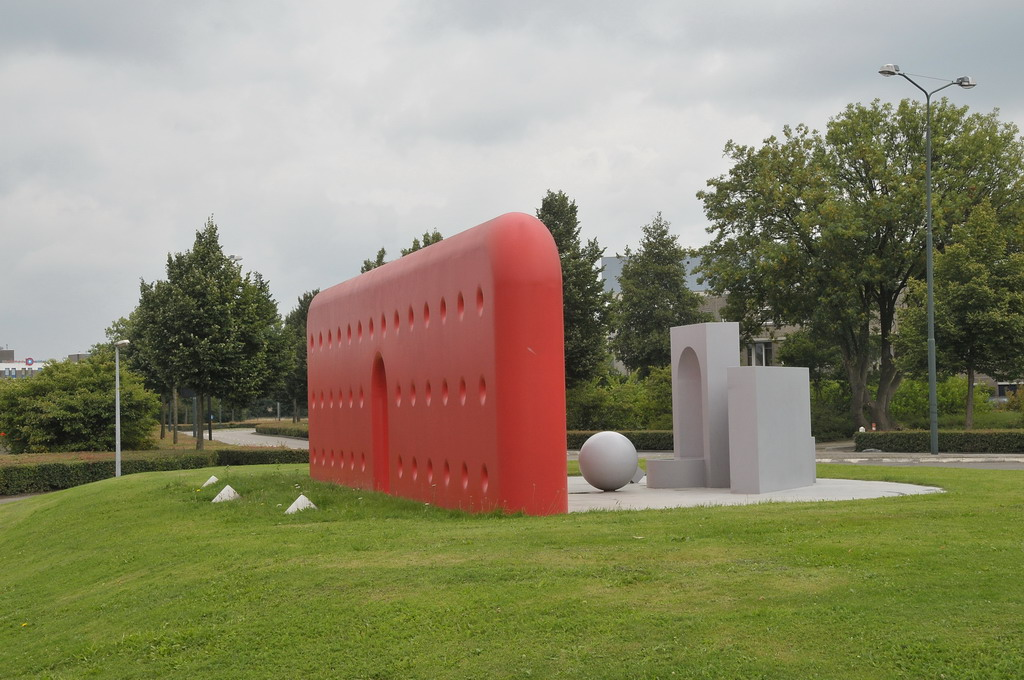
Pulsar para ampliar.

- Zonder Titel (1994) , La Haya , dentro del proyecto Sokkelplan. 52°4′40.78″N 4°18′52.97″E / 52.0779944, 4.3147139

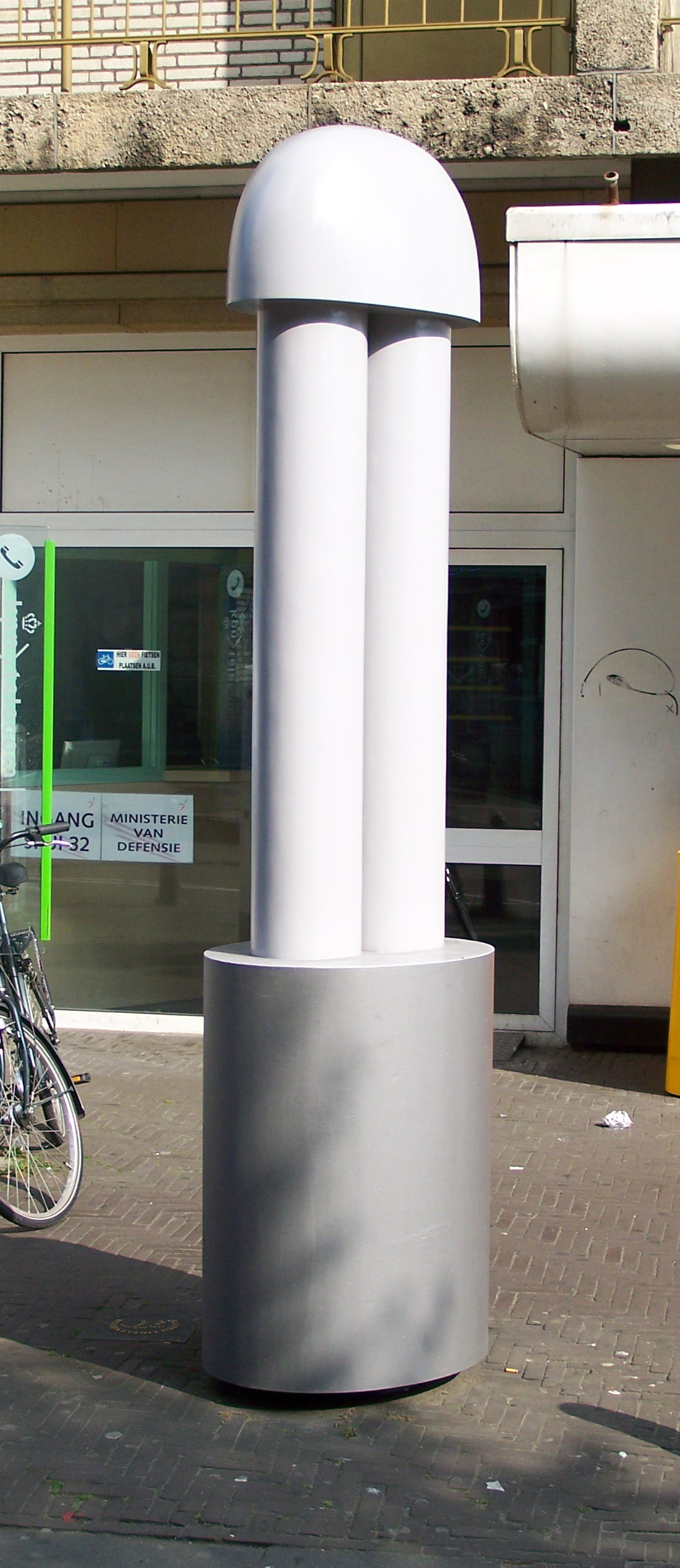
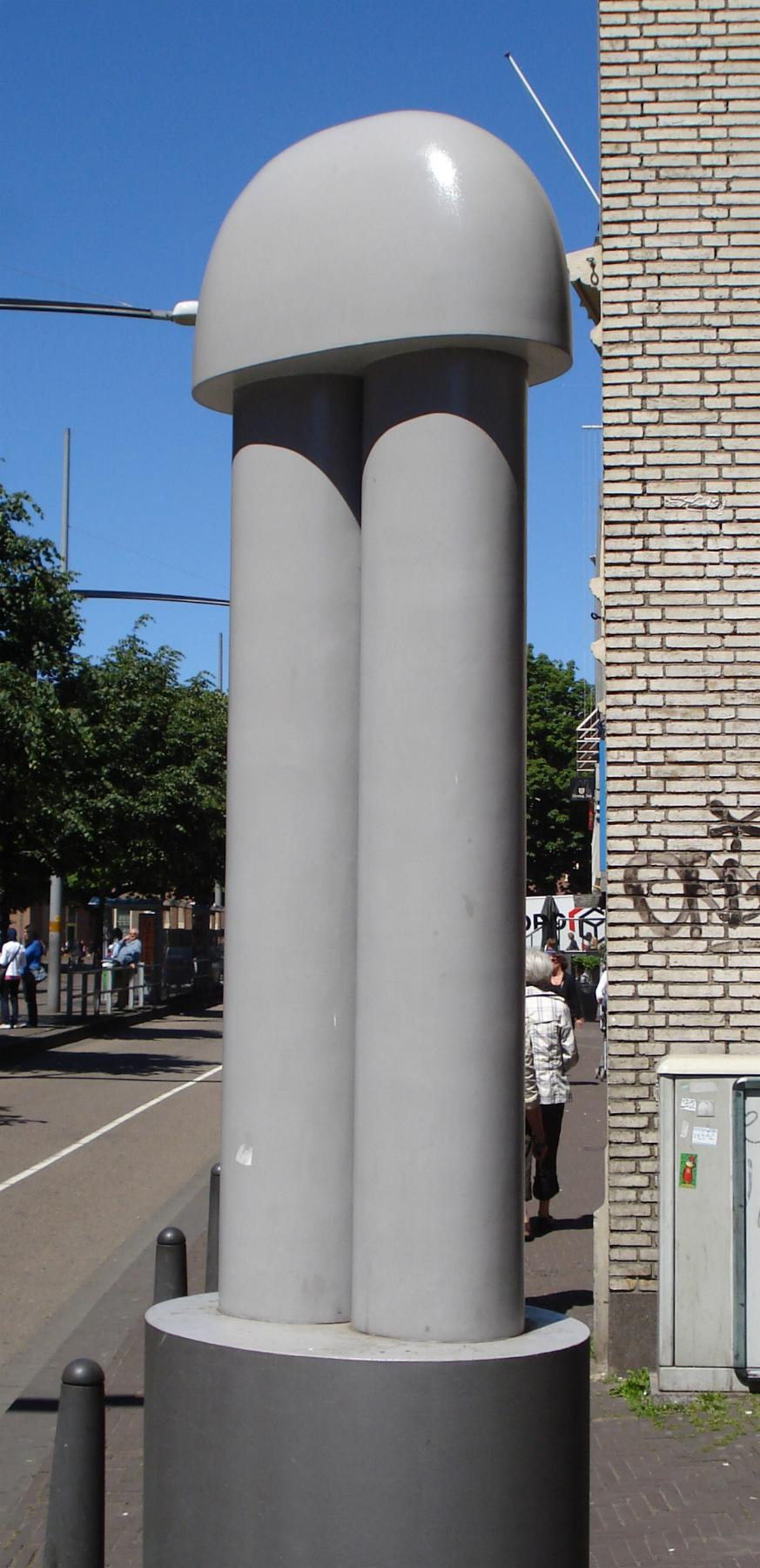
Pulsar para ampliar.

- Conjunto escultórico de tres piezas (1996), en una rotonda del bulevar Europa de Ámsterdam.

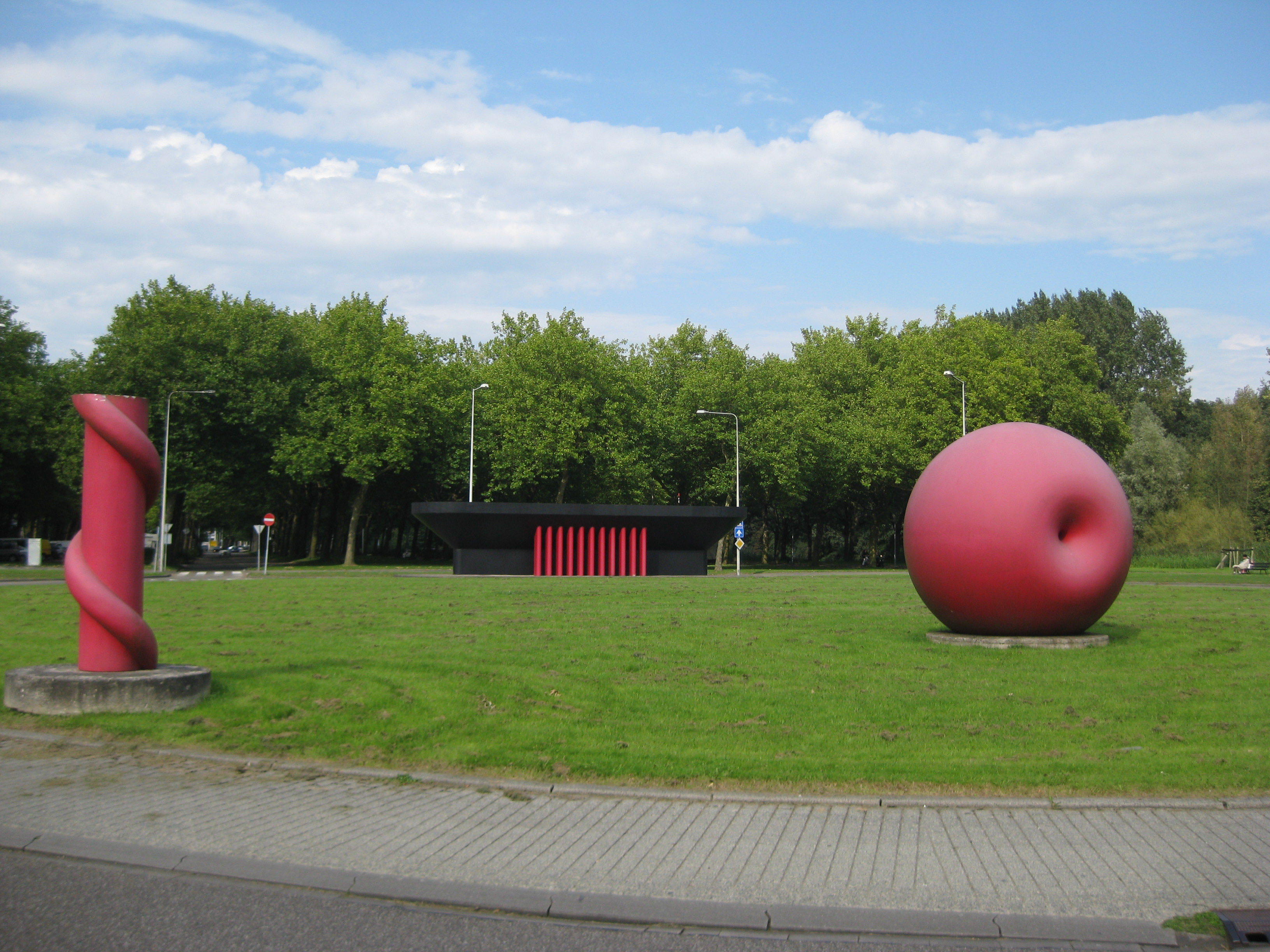
Pulsar para ampliar.

- Esculturas en el muro de la prisión de Róterdam

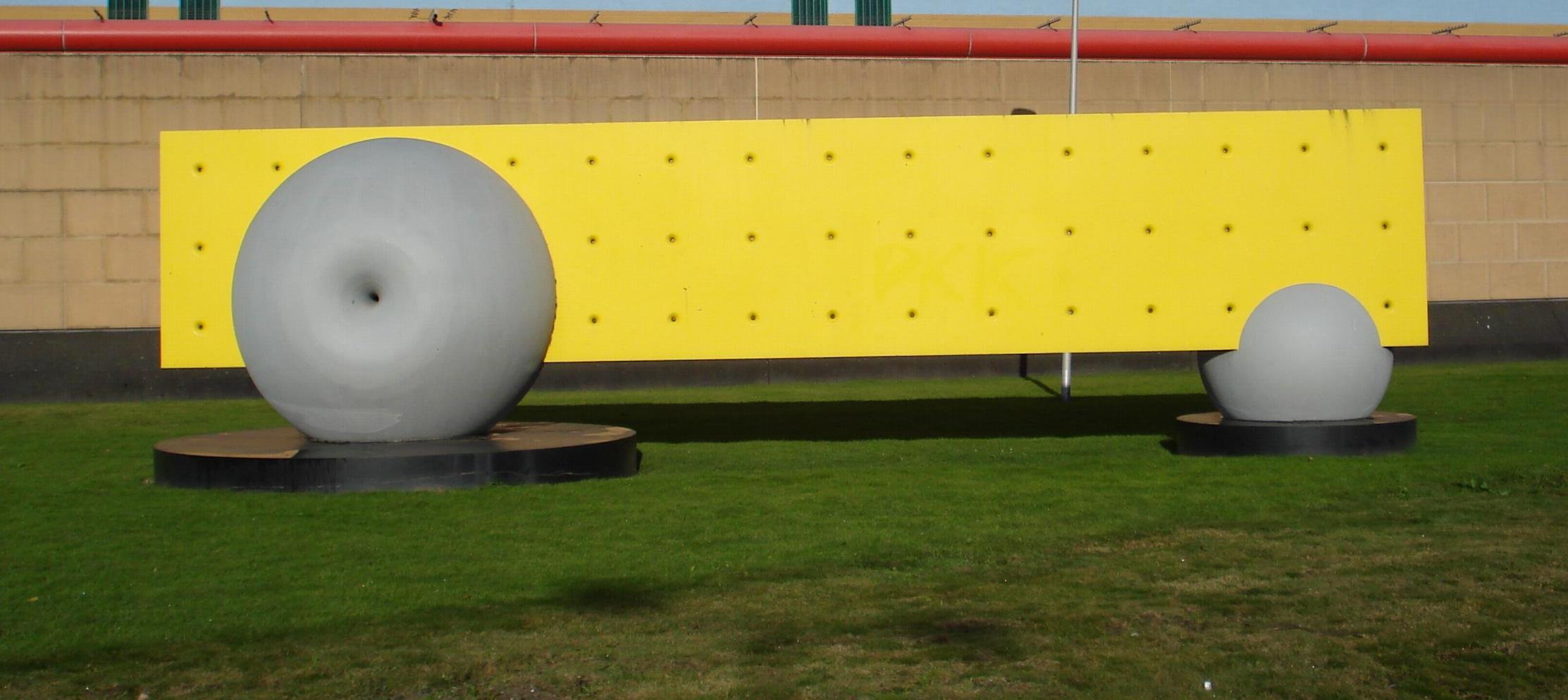
Pulsar para ampliar.

- Paddenstoelen - setas Zoetermeer, parque lineal Sullivan

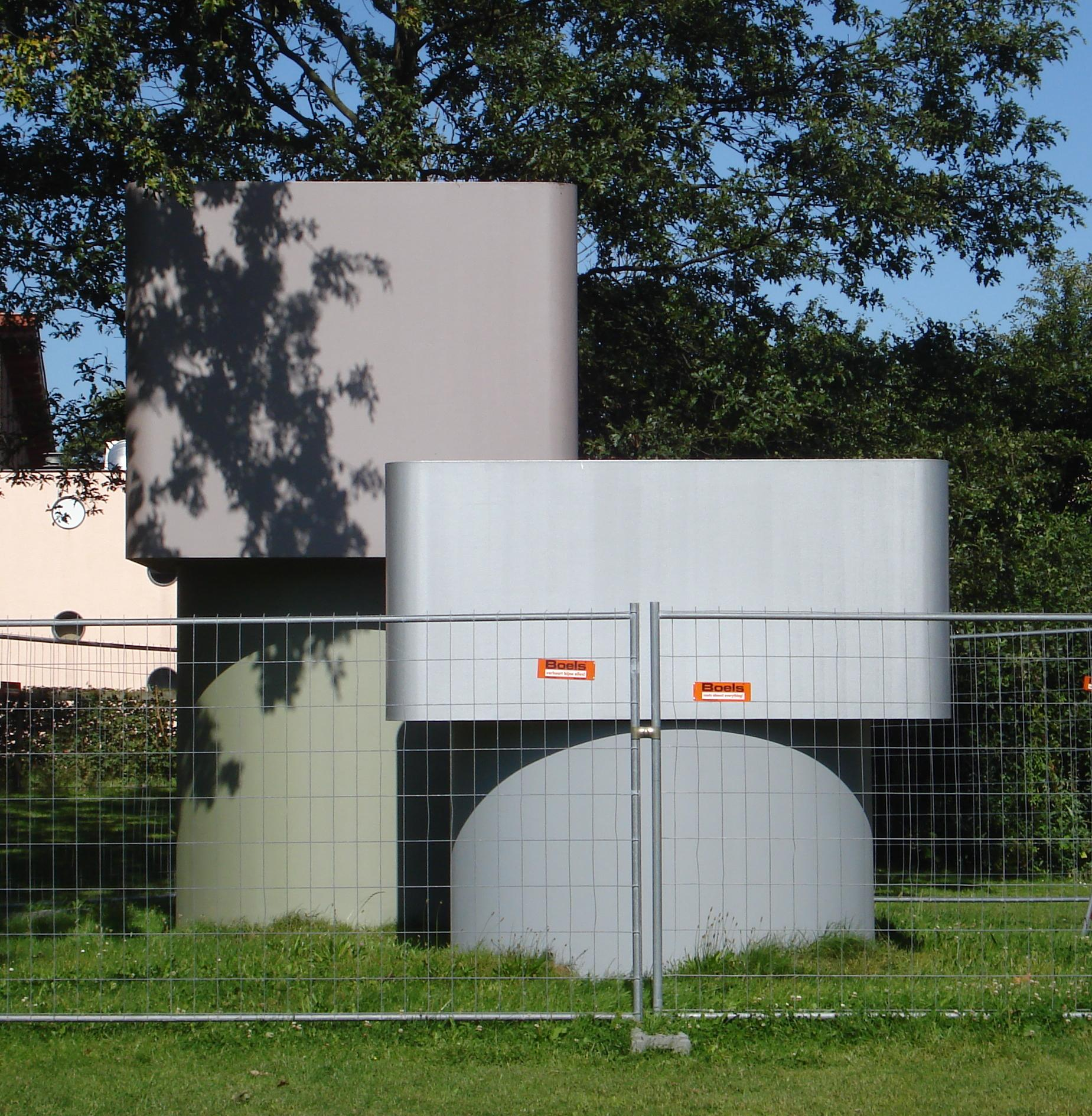
Pulsar para ampliar.